# Di Derre
Di Derre (ibland skrivet Di derre) är ett norskt popband bildat i Oslo 1992 av författaren, låtskrivaren och sångaren Jo Nesbø, hans bror Knut Nesbø (1961–2013), Sverre Beyer (1958–2002) och Magnus Larsen Jr., alla med bakgrund i Molde. Senare tillkom Espen Stenhammer från Harestua. Bandet var mest aktivt på 1990-talet och vann Gammleng-prisen 1996 i kategorin Pop.
Till de mer kända sångerna hör "90-metersbakken", "Jenter", "Rumba med Gunn (1-2-3)", "Vårt korps" och "Erik Vea".
Sedan 1998 har bandet hållit en låg profil. Jo Nesbø är nu även känd som författare av kriminallitteratur och barnböcker. Knut Nesbø arbetade från 1996 till sin död 2013 som sportjournalist och programledare i Norsk Rikskringkasting.

## Medlemmar
Nuvarande medlemmar
- Jo Nesbø – sång, gitarr, munspel, piano (1992– )
- Magnus Larsen jr. – basgitarr, ståbas, bakgrundssång (1992– )
- Espen Stenhammer – trummor (1993– )
- Unni Wilhelmsen – sång, gitarr (2013– )[7]

Tidigare medlemmar
- Knut Nesbø – sång, gitarr (1992–2013; död 2013)
- Sverre Beyer – trummor (1992–1993; död 2002)

Samarbetande musiker (studio/live)
- Halvor Holter – keyboard
- Geir Sundstøl – gitarr
- Tim Scott McConnell – gitarr
- Lars Jones – gitarr

## Diskografi
Studioalbum
- 1993 – Den derre med Di derre (#12 på VG-lista)[8]
- 1994 – Jenter & Sånn (först utgiven som Kvinner & Klær) (#1)
- 1995 – Den derre med Di derre = Den forrige med Di derre (återutgåva av Den derre med Di derre) (#29)
- 1996 – Gym (#2)
- 1998 – Slå meg på! (popmusikk) (#12)
- 2018 – Høyenhall

Samlingsalbum
- 2006 – Di beste med Di Derre (#4)
- 2013 – Historien om et band (#7)